# Harry Broos
Henricus Adrianus Broos, detto Harry (Roosendaal, 25 maggio 1898 – Eindhoven, 16 luglio 1954), è stato un velocista olandese.

## Palmarès

### Olimpiadi
- Bronzo a Parigi 1924 nella staffetta 4×100 metri.